# You Spin Me Round (Like a Record)
You Spin Me Round (Like a Record) ist ein Popsong der britischen Band Dead or Alive. Er wurde im Herbst 1984 als Single veröffentlicht und ist der erfolgreichste Titel der Band.

## Kommerzieller Durchbruch
Nach dem kommerziellen Durchbruch in Japan und einigen kleinen Charterfolgen in Europa strebte Pete Burns mit seiner Band auch internationalen Erfolg an, somit wechselten sie ihren Musikstil des New Wave zum damals weltweit sehr populären Synthiepop. Produziert wurde der Titel vom Dreierteam Stock Aitken Waterman. Laut Pete Waterman basiert You Spin Me Round auf dem Walkürenritt von Richard Wagner. Im November 1984 wurde die Single weltweit veröffentlicht, konnte aber zunächst nur in Japan einen Erfolg verbuchen.
Erst vier Monate später erreichte der Song auch in Großbritannien die Spitze der Charts. Auch in anderen europäischen Ländern wurden hohe Chartplatzierungen erreicht, darunter in Deutschland, Österreich, Schweiz und Norwegen. Als das Stück schließlich auch in den USA und Australien die Hitlisten anführte, gelang ihm endgültig der Durchbruch zum Welthit.

## Musikvideo
Im Vordergrund stehen vor allem die visuellen Effekte (Pete Burns in einem violetten Kimono, in der zweiten Strophe scheinen ihm vier Hände aus dem Rücken zu wachsen, eine Discokugel, die im Bild hin- und herschwebt, die Bandmitglieder, die mit einer goldenen Banderole eingewickelt werden etc.). Gegen Ende des Videos sieht man die Bandmitglieder goldene Fahnen schwingen, während Pete Burns in goldenen Banderolen die letzte Strophe singt, ehe das Video abrupt endet. Das Video wurde von Vaughan Arnell und Andrea Benton produziert.
Das Video wurde 2019 in der Tonight Show von dem Komiker Jimmy Fallon und dem Schauspieler Paul Rudd fast identisch nachgestellt, wobei sie in die Rollen der Dead-or-Alive-Mitglieder schlüpften und auch den Gesangspart übernahmen.

## Kommerzieller Erfolg

### Chartplatzierungen
You Spin Me Round (Like a Record)
| ChartsChartplatzierungen       | Höchstplatzierung | Wochen |
| ------------------------------ | ----------------- | ------ |
| Deutschland (GfK)              | 2 (16 Wo.)        | 16     |
| Österreich (Ö3)                | 10 (12 Wo.)       | 12     |
| Schweiz (IFPI)                 | 1 (14 Wo.)        | 14     |
| Vereinigte Staaten (Billboard) | 11 (18 Wo.)       | 18     |
| Vereinigtes Königreich (OCC)   | 1 (25 Wo.)        | 25     |

| ChartsJahrescharts (1985)    | Platzierung |
| ---------------------------- | ----------- |
| Deutschland (GfK)            | 15          |
| Schweiz (IFPI)               | 14          |
| Vereinigtes Königreich (OCC) | 19          |

You Spin Me Round 2003
| ChartsChartplatzierungen     | Höchstplatzierung | Wochen |
| ---------------------------- | ----------------- | ------ |
| Vereinigtes Königreich (OCC) | 23 (3 Wo.)        | 3      |

You Spin Me Round 2006
| ChartsChartplatzierungen     | Höchstplatzierung | Wochen |
| ---------------------------- | ----------------- | ------ |
| Vereinigtes Königreich (OCC) | 5 (11 Wo.)        | 11     |

### Auszeichnungen für Musikverkäufe
| Land/Region                  | Auszeichnungen für Musikverkäufe (Land/Region, Auszeichnung, Verkäufe) | Verkäufe  |
| ---------------------------- | ---------------------------------------------------------------------- | --------- |
| Deutschland (BVMI)           | Gold                                                                   | 300.000   |
| Italien (FIMI)               | Gold                                                                   | 35.000    |
| Kanada (MC)                  | Gold                                                                   | 50.000    |
| Neuseeland (RMNZ)            | Platin                                                                 | 30.000    |
| Vereinigtes Königreich (BPI) | Platin                                                                 | 600.000   |
| Insgesamt                    | 3× Gold · 2× Platin ·                                                  | 1.015.000 |

## Neuveröffentlichungen
Nachdem die Popularität der Band seit Mitte der 80er Jahre stark nachgelassen hatte, nahm die Band Gruppe den Song einige Male neu auf:
- 1995 wurde eine neue Remixversion auf dem Album Nukleopatra veröffentlicht und auch als Single ausgekoppelt.
- 1997 wurde die Version von 1995 neu abgemischt und als Single veröffentlicht.
- 2000 erschien der Song neu gemischt als Bonustrack auf dem Album Fragile.
- 2001 remixte die Band den Song erneut und presste ihn auf das Remixalbum Unbreakable.
- 2003 nahm die Band eine neue Version auf, die als Vorabsingle vom Best-of-Album Evolution veröffentlicht wurde.
- 2006 wurde erneut die Originalversion als Single in Großbritannien veröffentlicht, nachdem Pete Burns an Celebrity Big Brother teilgenommen hatte. Auf der Single befindet sich neben der Originalversion noch die 2003-Version.

Rhythmus und Text dieser Versionen unterscheiden sich nicht, allerdings wurden die Songs mit Techno- und Dancepassagen ausgestattet, um mit dem inzwischen sehr beliebten Eurodance mithalten zu können. Die Singles von Herbst 1995 und Mitte 1997 waren wenig erfolgreich, allerdings schaffte die Band mit dem Mitte 2003 veröffentlichten Remix in Japan einen weiteren Top-10-Hit und stieg erneut in die deutschen Charts ein. Mit der Anfang 2006 erschienenen Version kam der Song wieder in die Top 5 von Großbritannien.

## Rezeption
- You Spin Me Round wurde als Disco-Song im Spielfilm The Devil’s Double (2011) verwendet.[18]

## Coverversionen (Auswahl)
- Die Rockband Dope coverte 1999 den Song für den Soundtrack des Films American Psycho.
- Die Death-Metal-Band Ten Masked Men coverte den Song ebenfalls.
- 1999 wurde der Song von Blind Passengers gecovert und auf dem Album Bastard veröffentlicht.
- 2000 kam eine Dance-Version von Gigi D’Agostino auf den Markt.
- Thalía veröffentlichten ihre Version im Jahr 2002.
- Jessica Simpson brachte 2006 eine Version heraus, bei der nur der Refrain des Originals übernommen wurde.
- Danzel veröffentlichte 2007 eine Coverversion.
- Flo Rida adaptierte den Rhythmus und die Textteile des Refrains und baute diese in seine 2009 veröffentlichte Single Right Round (feat. Ke$ha) ein.
- Für den Film Alvin und die Chipmunks 2 aus dem Jahr 2010 wurde ebenfalls eine neue Version kreiert, gesungen von der fiktiven Band The Chipmunks.
- 2010 veröffentlichte die deutsche Folk-Punk-Band Mr. Irish Bastard eine mit Irish-Folk- und Punk-Elementen versehene Version auf ihrer CD A Fistful of Dirt.
- 2023 erschien eine Coverversion auf dem ersten Album Hey Living People der deutschen Power-Metal-Band Dominum.[19]